# 古代の宇宙人
『古代の宇宙人』（こだいのうちゅうじん、原題：Ancient Aliens）は、ヒストリーチャンネルで2009年から放送されているドキュメンタリー・スタイルのアメリカ合衆国のテレビ番組である。製作はプロメテウス・エンタテインメント。この番組は古代宇宙飛行士説の仮説を提唱し、史料、考古学、伝説には過去に人類が地球外知的生命体と接触した証拠が含まれていると主張しているが、疑似科学、偽史、偽考古学をあたかも事実として紹介し宣伝しているとして、歴史家、宇宙学者、考古学者など科学界から広く批判されており、それがヒストリー・チャンネルの汚点となっているとも指摘されている。また、スミソニアンからは本シリーズのエピソードはギッシュ・ギャロップの手法を用い虚構と歪曲を視聴者に浴びせていると批判されている。

## 主な出演者
- エーリッヒ・フォン・デニケン
- ジョルジョ・A・ツォカロス
- ジョージ・ヌーリー（英語版）
- デイビット・ウィルコック／David Wilcock
- ジェイソン・マーテル／Jason Martell
- ジョナサン・ヤング（英語版）
- リンダ・モールトン・ハウ（英語版）
- ニック・レッドファーン（英語版）
- デイビット・ハッチャー・チルドレス（英語版）
- アリエル・バー・ツァドック／Ariel Bar Tzadok

## 放送リスト
シーズン分け、放送年、放送順はアメリカでのもの。日本でのそれが違う場合は括弧内に記す。

### パイロット版（2009年）
- 古代文明の謎／Chariots, Gods & Beyond

### 第1シリーズ（2010年）
- 第  1回( #3) [1:28] 証拠／The Evidence
- 第  2回( #1) [1:28] 訪問者／The Visitors
- 第  3回( #2) [1:28] 任務／The Mission
- 第  4回( #4) [1:28] 遭遇／Closer Encounters
- 第  5回( #5) [1:28] 再来／The Return

### 第2シリーズ（2010年）
- 第  6回( #8) [44'] 別世界への入り口／Mysterious Places
- 第  7回( #7) [44'] 神と宇宙人／Gods and Aliens
- 第  8回(#15)       海底都市と宇宙人／Underwater Worlds
- 第  9回(#12) [44'] 宇宙人と地下世界／Underground Aliens
- 第 10回(#10)       宇宙人と第三帝国／Aliens and the Third Reich
- 第 11回(#11) [44'] 宇宙人のテクノロジー／Alien Tech
- 第 12回(#13) [44'] 天使と宇宙人／Angels and Aliens
- 第 13回(#14) [44'] 不可解な痕跡／Unexplained Structures
- 第 14回( #6) [44'] 宇宙人による破壊／Alien Devastations
- 第 15回( #9) [44'] 宇宙人との接触／Alien Contacts

### 第3シリーズ（2011年）
- 第 16回(#17) [44'] 西部開拓時代の宇宙人／Aliens and the Old West
- 第 17回(#18) [44'] 宇宙人と神話／Aliens and Monsters
- 第 18回(#19) [44'] 宇宙人と聖地／Aliens and Sacred Places
- 第 19回(#20) [44'] 黄金と宇宙人／Aliens and Temples of Gold
- 第 20回(#21) [44'] 宇宙人の謎めいた儀式／Aliens and Mysterious Rituals
- 第 21回(#22) [44'] 古代建築技術の謎／Aliens and Ancient Engineers
- 第 22回(#23) [44'] 地球外ウイルス／Aliens, Plagues and Epidemics
- 第 23回(#24) [44'] 古代遺跡の謎／Aliens and Lost Worlds
- 第 24回(#25) [44'] 凶器のルーツ／Aliens and Deadly Weapons
- 第 25回(S3#26) [44'] 不吉なエネルギースポット／Aliens and Evil Places
- 第 26回(S3#27) [44'] アメリカ建国と宇宙人／Aliens and The Founding Fathers
- 第 27回(S3#29) [44'] カルト教団と宇宙人／Aliens and Deadly Cults
- 第 28回(S3#30) [44'] 秘密の暗号／Aliens and the Secret Code
- 第 29回(S3#31) [44'] 宇宙人とゾンビ／Aliens and the Undead
- 第 30回(S3#32) [44'] 神と英雄、そして宇宙人／Aliens, Gods and Heroes
- 第 31回(#28) [44'] 人類創生の謎／Aliens and the Creation of Man

### 第4シリーズ（2012年）
- 第 32回(S4#33) [44'] マヤの陰謀／The Mayan Conspiracy
- 第 33回(S4#34) [44'] 世界終末説／The Doomsday Prophecies
- 第 34回(S4#35) [44'] グレイ／The Greys
- 第 35回(#36)　      宇宙人と自然災害／Aliens and Mega-Disasters
- 第 36回(S4#37)[ 44'] NASAとの関係／The NASA Connection
- 第 37回(S4#46) [44'] プマプンク遺跡／The Mystery of Puma Punku
- 第 38回(S4#39) [44'] 宇宙人とビッグフット／Aliens and Bigfoot
- 第 39回(S4#43) [44'] ダ・ヴィンチの陰謀／The Da Vinci Conspiracy
- 第 40回(#44)         タイム・トラベラー／The Time Travelers
- 第 41回(S4#45) [44'] 恐竜絶滅の謎／Aliens and Dinosaurs

### 第5シリーズ（2012～2013年）
- 第 42回(S4#38) [44'] ピラミッドの謎／Secrets of the Pyramids
- 第 43回(S4#41) [44'] UFO遭遇と隠蔽／Aliens and Cover Ups
- 第 44回(S4#42) [44'] 古代の発電所／Alien Power Plants
- 第 45回(S4#47) [44']オリオン座と知的生命体／Destination Orion
- 第 46回(S4#40) [44'] アインシュタインとの接触／The Einstein Factor
- 第 47回(S5#48) [44'] 古代墳墓にまつわる謎／Secrets of the Tombs
- 第 48回(S5#49) [44'] 古代の預言者／Prophets and Prophecies
- 第 49回(S5#50) [44'] ナスカの地上絵／Beyond Nazca
- 第 50回(S5#51) [44'] 謎多き誘拐／Strange Abductions
- 第 51回(S5#54) [44'] デニケンの古代宇宙飛行士説／The Von Daniken Legacy
- 第 52回(S5#53) [44'] バイキングの神々／The Viking Gods
- 第 53回(S5#52) [44'] 巨大石碑の謎／The Monoliths

### 第6シリーズ（2013年）
- 第 54回(S5#61) [44'] 神秘の数字「3」／The Power of Three
- 第 55回(S5#60) [44'] クリスタル・スカル／The Crystal Skulls
- 第 56回(S5#59) [44'] アヌンナキの痕跡／The Anunnaki Connection
- 第 57回(S5#62) [44'] 神の魔法／Magic of the Gods
- 第 58回(S5#58) [44'] サタンの正体／The Satan Conspiracy
- 第 59回(S5#56) [44'] 宇宙人の医療技術／Alien Operations
- 第 60回(S5#55) [44'] 支配者の謎／Emperors, Kings and Pharaohs
- 第 61回(S5#57) [44'] 謎の遺物／Mysterious Relics
- 第 62回(S6#63) [44'] UFOと謎の島／Aliens and Forbidden Islands
- 第 63回(S6#64) [44'] 宇宙人と失われたアーク／Aliens and The Lost Ark
- 第 64回(S6#65) [44'] 神々と聖なる山／Aliens and Mysterious Mountains

### 第7シリーズ（2014年）
- 第 65回(S6#67) [44'] スターゲート／Aliens and Stargates
- 第 66回(S6#66) [44'] アメリカの宇宙人／Aliens in America
- 第 67回(S6#68) [44'] スターチャイルド／The Star Children
- 第 68回(S6#69) [44'] 隠された神々の財宝／Treasures of the Gods
- 第 69回(S6#70) [44'] 火星の生命体／Aliens and the Red Planet
- 第 70回(S6#71) [44'] シャーマンの能力／The Shamans
- 第 71回(S6#72) [44'] 昆虫型宇宙人／Aliens and Insects
- 第 72回(S6#73) [44'] 人類の起源／Alien Breeders

### 第8シリーズ（2014年）
- 第 73回 (日本未公開)／Alien Transports
- 第 74回 (日本未公開)／Mysterious Structures
- 第 75回 (日本未公開)／Mysterious Devices
- 第 76回 (日本未公開)／Faces of the Gods
- 第 77回(S6#74) [43'] 爬虫類型宇宙人／The Reptilians
- 第 78回(S6#76) [43'] 発明家ニコラ・テスラの謎／The Tesla Experiment
- 第 79回(S6#78) [43'] 神の粒子／The God Particle
- 第 80回　（日本では未放送）／Alien Encounters
- 第 81回(S6#75) [43'] スーパーヒーローと宇宙人／Aliens and Superheroes

### 第9シリーズ（2014～15年）
- 第 82回(S7#79) [43'] 洞窟壁画に隠された暗号／Forbidden Caves
- 第 83回(S7#80) [43'] スフィンクスの謎／Mysteries of the Sphinx
- 第 84回(S7#81) [43'] 地球を監視するもの／Aliens Among Us
- 第 85回(S7#82) [43'] 天才とひらめき／The Genius Factor
- 第 86回(S7#83) [43'] ミイラの秘密／Secrets of the Mummies
- 第 87回(S7#84) [43'] 死からの復活／Alien Resurrections
- 第 88回(S7#90) [43'] 地球外からのメッセージ／Alien Messages
- 第 89回(S7#85) [43'] 洪水と絶滅／The Great Flood
- 第 90回(S7#86) [43'] 宇宙人と南北戦争／Aliens and the Civil War
- 第 91回(S7#87) [43'] 隠されたピラミッド／Hidden Pyramids
- 第 92回(S7#88) [43'] 集団失踪／The Vanishings
- 第 93回(S7#89) [43'] バベルの塔／The Alien Agenda

### 第10シリーズ（2015年）
- 第 94回(S8#91) [42'] 先史時代の宇宙人／Aliens B.C.
- 第 95回(S8#92) [42'] NASAの極秘計画／NASA's Secret Agenda
- 第 96回(S8#93) [42'] 古代のロボット／Aliens and Robots
- 第 97回(S8#94) [42'] 光の力と闇の力／Dark Forces
- 第 98回 (日本未公開)／The Alien Evolution
- 第 99回(S8#96) [42'] もうひとつの地球／The Other Earth
- 第100回(S8#97) [42'] 水中の怪物／Creatures of the Deep
- 第101回(S8#98) [42'] ミステリー・サークル／Circles from the Sky
- 第102回(S8#99) [42'] 地球外戦争／The Alien Wars
- 第103回(S8#100) [42'] 禁断の地／The Forbidden Zones

### 第11シリーズ（2016年）
- 第104回(S9#101) [42'] 南極大陸のピラミッド／Pyramids of Antarctica
- 第105回(S9#102) [42'] 火星移住計画／Destination Mars
- 第106回(S9#103) [42'] 次なる人類／The Next Humans
- 第107回(S9#104) [42'] 新たな痕跡／The New Evidence
- 第108回(S9#105) [42'] 数学者のマスタープラン／The Visionaries
- 第109回(S9#106) [42'] 謎を解く鍵「宇宙卵」／Decoding the Cosmic Egg
- 第110回(S9#107) [42'] 叡智の番人 アボリジニ／The Wisdom Keepers
- 第111回(S9#108) [42'] 9人の神々／The Mysterious Nine
- 第112回(S9#109) [42'] 中国の謎／The Hidden Empire
- 第113回(S9#110) [42'] ヒューマン・プロトタイプ／The Prototypes
- 第114回(S9#111) [42'] 人工衛星 「月」／Space Station Moon
- 第115回(S9#112) [42'] ロシアの極秘ファイル／Russia's Secret Files
- 第116回(S9#113) [42'] ロズウェル事件の真相／Beyond Roswell
- 第117回(S9#115) [42'] 戻ってきた者たち／The Returned
- 第118回(S9#116) [42'] 破壊の神 シヴァ／Shiva the Destroyer

### 第12シリーズ（2017年）
- 第119回(S9#114) [42'] エイリアン・ハンター／The Alien Hunters
- 第120回(S10#117) [42'] 空から降る金属球／Forged by the Gods
- 第121回(S10#118) [42'] イギリス国防省の秘密／The Mystery of Rudloe Manor
- 第122回(S10#119) [42'] 宇宙人建造物説／The Alien Architects
- 第123回(S10#120) [42'] ツタンカーメンの呪い／The Pharaohs' Curse
- 第124回(S10#121) [42'] 1億4000万年前の謎／The Science Wars
- 第125回(S10#122) [42'] 神々の巨大都市／City of the Gods
- 第126回(S10#123) [42'] 宇宙人の周波数／The Alien Frequency
- 第127回(S10#124) [42'] マジェスティック12／The Majestic Twelve
- 第128回(S10#125) [42'] アカシックレコード／The Akashic Record
- 第129回(S10#126) [42'] 神々の声／Voices of the Gods
- 第130回(S10#127) [42'] 動物の祖先／The Animal Agenda
- 第131回(S10#128) [42'] 転生者／The Replicants
- 第132回(S10#129) [42'] 日本に眠る宇宙船／A Spaceship Made of Stone
- 第133回(S10#130) [42'] 謎の石円盤／The Alien Disks
- 第134回(S10#131) [42'] ギョベクリ・テペ／Return to Gobekli Tepe

### 第13シリーズ（2018～19年）
- 第135回(S11#132) [1:24] UFOの真相／The UFO Conspiracy
- 第136回(S11#133) [42'] ダ・ヴィンチ禁断の暗号／Da Vinci's Forbidden Codes
- 第137回(S11#134) [42'] 宇宙人対応マニュアル／The Alien Protocols
- 第138回(S11#135) [42'] 地球上のブラックホール／Earth's Black Holes
- 第139回(S11#136) [42'] 砂漠の暗号／The Desert Codes
- 第140回(S11#137) [42'] エリア52／Area 52
- 第141回(S11#138) [1:24] 宇宙人のエジプト訪問／Earth Station Egypt
- 第142回(S11#139) [42'] 巨人の島国／Island of the Giants
- 第143回(S11#140) [42'] 宇宙人による誘拐／The Taken
- 第144回(S11#141) [42'] 見守る者たち／The Sentinels
- 第145回(S11#142) [42'] ロシアの機密解除／Russia Declassified
- 第146回(S11#143) [42'] 彼らは空からやって来た／They Came From the Sky
- 第147回(S11#144) [1:24] AI／The Artificial Human
- 第148回(S11#146) [1:24] 世界を震撼させる宇宙人の奇現象／The Alien Phenomenon
- 第149回(S11#145) [1:24] 火星への帰還／Return to Mars

### 第14シリーズ（2019年）
- 第150回 (S13#158) [41'] 南極と宇宙人／Return to Antarctica
- 第151回 (S13#159) [42'] カナダの地上絵／The Badland's Guardian
- 第152回 (S13#160) [42'] 未来の元素／Element 115
- 第153回 (S13#161) [42'] シリウス星の神々／The Star Gods of Sirius
- 第154回 (S13#162) [42'] 深海の秘密／They Came from the Sea
- 第155回 (S13#163) [42'] 隠されたマヤの知識／Secrets of the Maya
- 第156回 (S13#164) [42'] 聖職者ドルイド／The Druid Connection
- 第157回 (S13#165) [42'] 迫りくる爬虫類人／The Reptilian Agenda
- 第158回 (S13#166) [42'] エイリアン感染／The Alien Infection
- 第159回 (S13#167) [42'] 遺伝子操作計画／Project Hybrid
- 第160回 (S13#168) [42'] 目に見えない世界／The Trans-Dimensionals
- 第161回 (S13#169) [42'] ハワイと宇宙の関係／Islands of Fire
- 第162回 (S13#170) [42'] 星座に隠された暗号／The Constellation Code
- 第163回 (S13#171) [42'] 核兵器と宇宙人／The Nuclear Agenda
- 第164回 (S13#172) [42'] 宇宙人が潜む山／The Alien Mountain
- 第165回 (S13#173) [42'] 脳に宿る力／The Alien Brain
- 第166回 (S13#174) [42'] ストーンヘンジの真実／The Secrets of Stonehenge
- 第167回 (S13#175) [42'] 神々の食べ物／Food of the Gods
- 第168回 (S13#176) [42'] 進化する人体／Human Hieroglyphs
- 第169回 (S13#177) エリア51突入イベント／The Storming of Area 51
- 第170回 (日本未公開)／Countdown to Disclosure
- 第171回 (日本未公開)／Secrets of the Exoplanets

### 第15シリーズ（2020年）
- 第172回 (日本未公開)／The Mystery of Nan Madol
- 第173回 (日本未公開)／The Relics of Roswell
- 第174回 (日本未公開)／Destination Chile
- 第175回 (日本未公開)／The Real Men in Black
- 第176回 (日本未公開)／The Mystery of the Stone Giants
- 第177回 (日本未公開)／The World Before Time
- 第178回 (日本未公開)／They Came from The Pleiades
- 第179回 (日本未公開)／The Immortality Machine
- 第180回 (日本未公開)／The Shapeshifters
- 第181回 (日本未公開)／The Mystery of Skinwalker Ranch
- 第182回 (日本未公開)／The Ultimate Guide to UFOs
- 第183回 (日本未公開)／Aliens and the Presidents

### 第16シリーズ（2020～21年）
- 第184回 (日本未公開) [42'] ／The Divine Number
- 第185回 (日本未公開) [42'] ／The Lost Kingdom
- 第186回 (日本未公開) [42'] ／The Galactic Keyhole
- 第187回 (日本未公開)／Giants of the Mediterranean
- 第188回 (日本未公開)／The Forbidden Bible
- 第189回 (S12#147) [1:20] W・シャトナーと古代の宇宙人／William Shatner Meets Ancient Aliens
- 第190回 (日本未公開)／Impossible Artifacts
- 第191回 (S12#148) [41'] スペーストラベラーズ／The Space Travellers
- 第192回 (S12#149) [41'] UFO研究の先駆者たち／The UFO Pioneers
- 第193回 (S12#150) [41'] 聖なる音／The Harmonic Code

### 第17シリーズ（2021年）
- 第194回 (S12#152) [41'] ペルーに降りた神／The Lost City of Peru
- 第195回 (S12#153) [41'] 世界・謎の遺跡ベスト10／Top Ten Mysterious Sites
- 第196回 (S12#156) [41'] 世界・宇宙人隠蔽事件ベスト10／Top Ten Alien Cover-Ups
- 第197回 (S12#151) [41'] 謎多きシャスタ山／The Mystery of Mount Shasta
- 第198回 (S12#157) [41'] 遺伝子実験／The Human Experimen
- 第199回 (S12#155) [41'] 世界・宇宙人との遭遇ベスト10／Top Ten Alien Encounters
- 第200回 (S12#154) [41'] 世界・宇宙人の遺物ベスト10／Top Ten Alien Artifacts

### 第18シリーズ（2022年）
- 第201回 (#195) [42'] 歴史的な情報開示／The Disclosure Event
- 第202回 (#196) [42'] 古代の送電網／Mystery of the Standing Stones
- 第203回 (#197) [42'] 神殿の秘密／Beneath the Sacred Temples
- 第204回 (#198) [42'] 政府とUFO／The World on Alert
- 第205回 (#199) [42'] 「契約の箱」の行方／Recovering the Ark of the Covenant
- 第206回 (#200) [42'] スターピープル／Secrets of the Star Ancestors
- 第207回 (#201) [42'] 未確認飛行物体の過去と現在／Alien Air Force
- 第208回 (#202) [42'] シャドーピープル／The Shadow People
- 第209回 (#203) [42'] ドラゴンの謎／Decoding the Dragon Gods
- 第210回 (#204) [42'] 時空を超えた人々／The Time Benders
- 第211回 (#205) [41'] 神秘の建造物／Ancient Aliens On Location: Incredible Structures
- 第212回 (#206) [41'] 古代の来訪者／Ancient Aliens On Location: Extraordinary Encounters
- 第213回 (#207) [41'] 世界の謎多き絵／Decoding The Alien Glyphs
- 第214回 (#208) [41'] UFOの証拠／Ancient Aliens On Location: The UFO Investigations
- 第215回 (#209) [41'] 古代の遺物／Ancient Aliens on Location: Mysterious Artifacts
- 第216回 (#210) [41'] 地球外生命の源／Ancient Aliens on Location: Evidence of Alien Life
- 第217回 (#211) [42'] 輝く者たち／The Shining Ones
- 第218回 (#212) [42'] 不老不死の神々／The Journey to Immortality
- 第219回 (#213) [42'] 地下世界の謎／Secrets of Inner Earth
- 第220回 (#214) [42'] 古代エジプトからの転生／Return of the Egyptian Gods

### 第19シリーズ（2023年）
- 第221回 (#215) [42'] ホットスポット／The Hotspots Connection
- 第222回 (#216) [42'] クロップサークル／The Crop Circle Code
- 第223回 (#217) [42'] 失われた文明の謎／Mystery of the Lost Civilization
- 第224回 (#218) [42'] オベリスクの秘密／The Power of the Obelisks
- 第225回 (#219) [42'] 調査団体の活動／The MUFON Files
- 第226回 (#220) [42'] 地球と隕石／Cosmic Impacts
- 第227回 (#221) [42'] 第五種接近遭遇／Close Encounters of the Fifth Kind
- 第228回 (#222) [42'] アラスカの謎／The Mysteries of Alaska
- 第229回 (#223) [42'] パイロットのUFO目撃談／Aliens in our Airspace
- 第230回 (#224) [42'] マルタ島の巨人／The Giants of Malta
- 第231回 (#225) [41'] ピラミッド遺跡ベスト10／The Top Ten Pyramid Sites
- 第232回 (#226) [41'] 謎の装置ベスト10／The Top Ten Mysterious Devices
- 第233回 (#227) [42'] 謎の島ベスト10／The Top Ten Mysterious Islands
- 第234回 (#228) [42'] 宇宙人の飛行物体ベスト10／The Top Ten Alien Craft
- 第235回 (#229) [42'] 眠れる預言者／Edgar Cayce: The Sleeping Prophet
- 第236回 (#230) [42'] ギリシャの神々／The Gods of Greece
- 第237回 (#231) [42'] 新時代のUFOハンター／The New UFO Hunters
- 第238回 (#232) [42'] お守り／The Power of the Talisman
- 第239回 (#233) [42'] 海底の謎ベスト10／The Top Ten Mysteries of the Deep
- 第240回 (#234) [41'] 宇宙人の壁面彫刻ベスト10／The Top Ten Alien Petroglyphs

### 第20シリーズ（2024年）
- 第241回 (日本未公開)／The Top Ten Alien Influencers
- 第242回 (日本未公開)／The Top Ten Extraordinary Creatures
- 第243回 (日本未公開)／The Top Ten Hidden Alien Bases
- 第244回 (日本未公開)／The Top Ten Scariest Encounters
- 第245回 (日本未公開)／The Top Ten Alien Codes
- 第246回 (日本未公開)／The Top Ten Alien Disasters
- 第247回 (日本未公開)／Secrets of the Sumerians
- 第248回 (日本未公開)／The UFO Superhighway
- 第249回 (日本未公開)／Mysteries of Scotland
- 第250回 (日本未公開)／Mystery of the Stone Spheres
- 第251回 (日本未公開)／Mysteries of the Maya
- 第252回 (日本未公開)／Unlocking the Stargates
- 第253回 (日本未公開)／The Whistleblowers
- 第254回 (日本未公開)／The Search for Extraterrestrial Intelligence
- 第255回 (日本未公開)／Jacques Vallée: UFO Pioneer
- 第256回 (日本未公開)／The Teachers
- 第257回 (日本未公開)／Egypt's Giant Tombs
- 第258回 (日本未公開)／The Linda Moulton Howe Files
- 第259回 (日本未公開)／The Chosen
- 第260回 (日本未公開)／Resurrecting ／Puma Punku

### 第21シリーズ（2025年）
- 第261回 (日本未公開)／The Top Ten Extraordinary Discoveries
- 第262回 (日本未公開)／The Top Ten Mysterious Monoliths
- 第263回 (日本未公開)／The Top Ten UFO Crashes
- 第264回 (日本未公開)／The Top Ten Unexplained Technology
- 第265回 (日本未公開)／The Top Ten Secret Projects
- 第266回 (日本未公開)／The Top Ten Mysterious Mountains
- 第267回 (日本未公開)／Mysteries of the Aztecs
- 第268回 (日本未公開)／The Glowing Orb Phenomenon

## スピンオフ

### 古代の宇宙人 presents エイリアンを調査せよ!（2014年）
原題：In Search of Aliens
- 第1回(＃2) アトランティス大陸 /The Hunt for Atlantis
- 第2回(＃3) ナチスのタイムマシン /Nazi Time Travelers
- 第3回(＃4) 湖の未確認モンスター /The Mystery of Loch Ness
- 第4回(＃1) 謎の石「ロズウェル・ロック」/The Roswell Rock
- 第5回(＃5) ビッグフット /Searching for Bigfoot
- 第6回(＃6) 地中海の巨人伝説 /The Mystery of the Cyclops
- 第7回(＃7) プマプンクの古代遺跡 /The Mystery of Puma Punku
- 第8回(＃8) アメリカ建国の謎 /The Founding of America
- 第9回(＃9) 謎多きナスカの地上絵 /The Mystery of Nazca
- 第10回(＃10) エイリアンの遺したメッセージ /The Alien Code

### 古代の宇宙人 決定的証拠を探せ!（2015年）
原題：Ancient Aliens: The Ultimate Evidence
- 第1回　ナスカの地上絵を解く／Beyond Nazca
- 第2回　巨石の秘密／The Monoliths
- 第3回　ニコラ・テスラの発明／The Tesla Experiment
- 第4回　古代の発電施設／Alien Power Plants
- 第5回　驚異の遺跡「プマプンク」／The Mystery of Puma Punku
- 第6回　宇宙人のメッセージ／Alien Messages
- 第7回　失われたアーク／Aliens and the Lost Ark
- 第8回　人類創造／Aliens and the Creation of Man

Ancient Aliens: Origins（2024-2025年）
- 第1回　Extraordinary Engineering
- 第2回　Ancient Close Encounters
- 第3回　Sky Gods and Star Beings
- 第4回　Human Genesis
- 第5回　Mysterious Underground Worlds
- 第6回　Alien Arsenal
- 第7回　Mystery of the Pyramids
- 第8回　Alien Observatories
- 第9回　Extraterrestrial Devices
- 第10回　Submerged Evidence
- 第11回　Alien Beacons
- 第12回　Alien Messengers

Ancient Aliens: Declassified（2025年）
- 7/3 Roswell Revealed

1. ↑  https://www.forbes.com/sites/bradlockwood/2011/10/17/high-ratings-aside-wheres-the-history-on-history/?sh=51d6fc9b6ff0
2. ↑  https://www.smithsonianmag.com/science-nature/the-idiocy-fabrications-and-lies-of-ancient-aliens-86294030/